# إينيس إتيفيريا بيلو

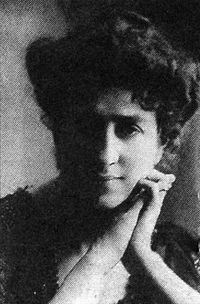
إينيس إتيفيريا بيلو

إينيس إشيفيريا بيلو (Inés Echeverría Bello) كاتبة وروائية من تشيلي ولدت عام 1868 -وتوفيت عام 1949 واستخدمت هذه الأسماء المستعارة لللنشر (بالإنجليزية: Iris)‏ «إيريس», و (بالإنجليزية: Ines Bello)‏ «إينيس بيلو» و (بالإنجليزية: Rainbow)‏ «رينبو».

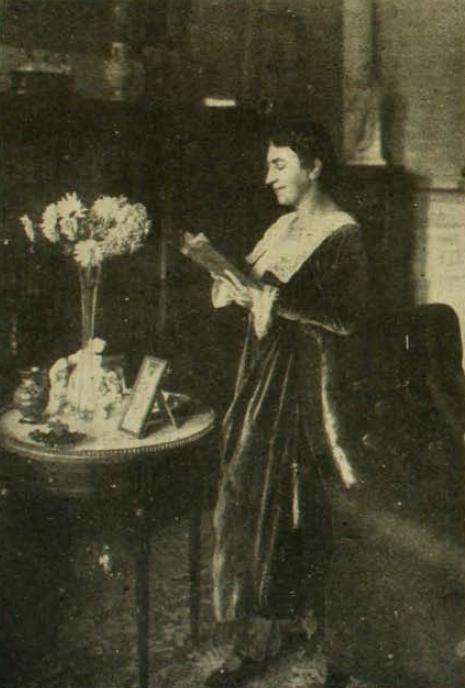
إينيس إتيفيريا بيلو

ولدت إتيفيريا في عائلة تشيلية. ومن بين كتاباتها الأولى «بيرفيلز فاغوسPerfiles Vagos»، وهو سجل لسفرياتها الواسعة عبر أوروبا. ساهمت بسلسلة من المقالات، في المجلات الشيلية الرائدة، وفي عام 1914 نشرت في باريس، رواية انتر ديوكس موندسEntre Deux Mondes،
التي حظيت بتقدير إيجابي، وكتبت في عام 1917 لا هورا دي كويدا La Hora de Queda، الدي استند على حياة المقيم من أمريكا الجنوبية في العاصمة الفرنسية. وفي وقت لاحق، في عام 1918، ساهمت بمقالات في «لا ناسيونLa Nacion»، وفي العام نفسه، وتعاونت في نشاط لتأسيس نادي للسيدات.
وإلى جانب الأعمال المذكورة وكتاباتها في مجلات «إل ميركويوEl Mercuio» و «فاميلياFamilia» و «زيغ زاغZig-Zag»، أبدت رأيها بمجموعة من الانتقادات المسرحية.

## أعمالها
- Hacia el Oriente, Zig-Zag,
- Emociones teatrales, Santiago: Imprenta Barcelona, 1910.
- Hojas caídas. Santiago: Imprenta Universitaria, 1910.Entre deux mondes. París: Bernard Grasset, editeur, 1914.
- La Hora de queda. Santiago: Imprenta Universitaria, 1918. (novelas cortas)
- Cuando mi tierra nació. Santiago: Nascimento, 1930. (novela histórica)
- Nuestra raza: a la memoria de Andrés Bello: su 4ª generación. Santiago: Universitaria, 1930.
- Alessandri: evocaciones y resonancias. Santiago: Empresa Letras, 1932?.
- Por él. Santiago: Imprenta Universitaria, 1934.
- Entre dos siglos. Santiago: Eds. Ercilla, 1937.
- Cuando mi tierra era niña. Santiago: Nascimento, 1942. 2v. (novela histórica)
- Cuando mi tierra fue moza. Santiago: Nascimento, 1943-46. 3v. (novela histórica)
- Au-delà-- : poème de la douleur et de la mort: fragments d'un journal de la mort. Santiago: Imprenta La Sudamericana, 1948
- Fue el enviado: no lo olvidemos. Santiago: Nascimento, 1950 (póstumo)
- Memorias de Iris. 1899-1925. Santiago: Aguilar, 2005. (traducidas del francés)